# Сюджоу
Сюджоу е основен китайски град, разположен в провинция Дзянсу, Източен Китай. Населението му е 2 828 834 жители (2010 г.) Намира се в часова зона UTC+8. Пощенският му код е 221000, а телефонния 516. Средната му най-висока температура е 19,6 градуса, а средната най-ниска 10 градуса за годината. Развити са машиностроенето, енергетиката и хранителната промишленост. Разполага с летище и с една от най-големите жп гари в Китай. Населението на административния район е 8 577 225 жители (2010 г.).